# Saison 3 de The Strain
Chronologie
Saison 2 Saison 4
Cet article présente les épisodes de la troisième saison de la série télévisée américaine The Strain.

## Distribution

### Personnages principaux
- Corey Stoll (VF : Pierre Tessier) : Dr Ephraim Goodweather, membre du Centre pour le contrôle et la prévention des maladies
- Natalie Brown (VF : Hélène Bizot) : Kelly Goodweather, ex-femme d'Ephraim
- Max Charles (en) (saison 2) (VF : Jean-Stan DuPac) : Zach Goodweather, le fils de Ephraim et son ex femme Kelly
- David Bradley (VF : Michel Paulin) : Pr Abraham Setrakian
- Kevin Durand (VF : Guillaume Orsat) : Vasiliy Fet, un dératiseur
- Richard Sammel : (VF : lui-même) : Thomas Eichhorst, le bras droit du Maître
- Jack Kesy (VF : Jérôme Pauwels puis Christian Visine) : Gabriel Bolivar, l'hôte du Maître
- Miguel Gomez (VF : Franck Lorrain) : Augustin « Gus » Elizalde, un jeune délinquant
- Ruta Gedmintas (VF : Laura Blanc) : Dutch Velders, une hackeuse
- Jonathan Hyde (VF : Pierre Dourlens) : Eldritch Palmer, un vieux milliardaire invalide cherchant l'immortalité par tous les moyens
- Rupert Penry-Jones (VF : Eric Peter) : Monsieur Quinlan
- Samantha Mathis (VF : Martine Irzenski) : la conseillère Justine Feraldo
- Joaquín Cosío (es) (VF : Antoine Tomé) : Angel Guzman Hurtado

### Personnages récurrents
- Robin Atkin Downes (VF : Patrick Béthune) : « Le Maître » (voix uniquement)
- Paulino Nunes (es) (VF : Mathieu Buscatto) : Frank Kowalski
- Adriana Barraza (VF : Magali Rosenzweig) : Guadalupe Elizalde
- Jim Watson (VF : Nicolas Djermag) : Setrakian (jeune)
- Cas Anvar (VF : ?) : Sanjay Desai
- Dwain Murphy (VF : ?) : Sean Duncan
- Elizabeth Saunders (VF : ?) : infirmière Carla Davis

## Fiche technique

### Réalisateurs
- J. Miles Dale (en) (2 épisodes)
- Ken Girotti (en) (2 épisodes)
- Deran Sarafian (2 épisodes)
- T. J. Scott (en) (2 épisodes)
- Vincenzo Natali (1 épisode)
- Carlton Cuse (1 épisode)

### Scénaristes
- Chuck Hogan (4 épisodes)
- Bradley Thompson (3 épisodes)
- David Weddle (3 épisodes)
- Regina Corrado (en) (2 épisodes)
- Carlton Cuse (2 épisodes)
- Liz Phang (2 épisodes)
- Glen Whitman (en) (1 épisode)

## Épisodes

### Épisode 1:New York vaincra
- États-Unis : 28 août 2016 sur FX[1]
- France :
  - 15 novembre 2016 sur Canal+ Séries
  - 16 août 2018 sur M6

### Épisode 2:Fluide Mortel
- États-Unis : 4 septembre 2016 sur FX
- France :
  - 15 novembre 2016 sur Canal+ Séries
  - 23 août 2018 sur M6

### Épisode 3:Le Destin de Quinlan
- États-Unis : 11 septembre 2016 sur FX
- France :
  - 22 novembre 2016 sur Canal+ Séries
  - 23 août 2018 sur M6

### Épisode 4:Contre-Attaque
- États-Unis : 18 septembre 2016 sur FX
- France :
  - 22 novembre 2016 sur Canal+ Séries
  - 23 août 2018 sur M6

### Épisode 5:Au bord de la folie
- États-Unis : 25 septembre 2016 sur FX
- France :
  - 29 novembre 2016 sur Canal+ Séries
  - 30 août 2018 sur M6

- États-Unis : 880 000 téléspectateurs

### Épisode 6:La Bataille de Central Park
- États-Unis : 2 octobre 2016 sur FX
- France :
  - 29 novembre 2016 sur Canal+ Séries
  - 30 août 2018 sur M6

- États-Unis : 800 000 téléspectateurs

### Épisode 7:La Nuit des traîtres
- États-Unis : 9 octobre 2016 sur FX
- France :
  - 6 décembre 2016 sur Canal+ Séries
  - 30 août 2018 sur M6

- États-Unis : 820 000 téléspectateurs

### Épisode 8:Lumière Blanche
- États-Unis : 16 octobre 2016 sur FX
- France :
  - 6 décembre 2016 sur Canal+ Séries
  - 13 septembre 2018 sur M6

- États-Unis : 850 000 téléspectateurs

### Épisode 9:Cause perdue
- États-Unis : 23 octobre 2016 sur FX
- France :
  - 13 décembre 2016 sur Canal+ Séries
  - 13 septembre 2018 sur M6

- États-Unis : 940 000 téléspectateurs

### Épisode 10:Au bord de l'Abysse
- États-Unis : 30 octobre 2016 sur FX
- France :
  - 13 décembre 2016 sur Canal+ Séries
  - 13 septembre 2018 sur M6

- États-Unis : 890 000 téléspectateurs